# ابرو پولات
 ابرو پولات (به ترکی استانبولی: Ebru Polat) (زاده ۱ ژوئن ۱۹۸۳) خواننده ترک است.

## تحصیلات
او در سال ۲۰۰۵ از دانشگاه مدیترانه شرقی در رشته حقوق فارغ‌التحصیل شد.

## حرفه موسیقی
ابرو پلات از سنین پایین علاقه به موسیقی پیدا کرد و پس از دریافت مدرک موسیقی خود از دانشگاه سلطنتی هنر، موسیقی را به صورت حرف ای دنبال کرد. در سال ۲۰۰۷ کار خود را شروع کرد و تا سال ۲۰۱۰ مجموعاً ۴ آلبوم عرضه کرد و با ۵ تک‌آهنگ کار خود را ادامه داد.

## آلبوم‌ها
| سال  | آلبوم      | ناشر              |
| ---- | ---------- | ----------------- |
| ۲۰۰۸ | Çok Geç    | Seyhan Müzik      |
| ۲۰۰۹ | Kalp Ayazı | Seyhan Müzik      |
| ۲۰۱۰ | Dinle 2011 | Dokuz Sekiz Müzik |

## تک‌آهنگ‌ها
| سال  | تک‌آهنگ          | ناشر              |
| ---- | --------------- | ----------------- |
| ۲۰۱۱ | Olanlar Oldu    | Dokuz Sekiz Müzik |
| ۲۰۱۲ | Kaçın Kurasıyım | Musicom Müzik     |
| ۲۰۱۳ | Hediyem Olsun   | Musicom Müzik     |
| ۲۰۱۳ | Günaha Davet    | Musicom Müzik     |
| ۲۰۱۴ | Çilli Bom       | Musicom Müzik     |